# Theta Cancri
Désignations
Theta Cancri (θ Cancri / θ Cnc) est une étoile binaire de la constellation du Cancer. Sa magnitude apparente combinée est de 5,33. D'après la mesure de sa parallaxe annuelle par le satellite Gaia, elle est distante d'environ 132 pc (∼431 al) de la Terre.
En astronomie chinoise, elle fait partie de la loge lunaire Yugui, qui forme un petit quadrilatère entourant l'amas ouvert M44, θ Cancri en formant le coin sud-ouest.
Theta Cancri est une binaire à occultations. Ses deux composantes sont de magnitude +6,4. Le système se présente comme une géante rouge de type spectral K5III.
Proche de l'écliptique, il peut lui arriver d'être occultée par la Lune voire par une planète, ce qui est très rare.